# Page and Plant
Page and Plant là bộ đôi nhạc rock bao gồm hai cựu thành viên của ban nhạc Led Zeppelin là Jimmy Page và Robert Plant. Dưới nghệ danh này, họ đã cùng nhau thu âm và đi diễn trong những năm 1990. Họ gặp lại nhau vào năm 1994, và sau khi album đầu tay có được thành công lớn, bộ đôi liền tổ chức tour diễn vòng quanh thế giới. Họ còn thu âm cùng nhau 1 album nữa, theo kèm là 1 tour diễn vòng quanh thế giới khác, trước khi tuyên bố giải tán vào năm 1998. Bộ đôi này còn tái hợp 1 lần nữa khá ngắn ngủi vào năm 2001.

## Thành viên
- Jimmy Page – guitar acoustic và guitar điện, mandolin, sản xuất thu âm.
- Robert Plant – hát, sản xuất.

Các nghệ sĩ khác
- Porl Thompson – guitar, banjo.
- Nigel Eaton – hurdy gurdy.
- Charlie Jones – bass, định âm.
- Michael Lee – trống, định âm.
- Ed Shearmur – hòa âm dàn nhạc, organ.
- Jim Sutherland – mandolin, Bodhran.

## Danh sách đĩa nhạc
Album
| Năm  | Album                                            |
| ---- | ------------------------------------------------ |
| 1994 | No Quarter: Jimmy Page and Robert Plant Unledded |
| 1997 | The Inner Flame: Rainer Ptacek Tribute (hợp tác) |
| 1998 | Walking into Clarksdale                          |

Đĩa đơn
| Năm  | Đĩa đơn                              |
| ---- | ------------------------------------ |
| 1994 | "The Battle of Evermore" (quảng cáo) |
| 1994 | "Four Sticks" (quảng cáo)            |
| 1994 | "Gallows Pole"                       |
| 1994 | "Kashmir" (quảng cáo)                |
| 1995 | "Thank You" (quảng cáo)              |
| 1995 | "Wonderful One"                      |
| 1998 | "Most High"                          |
| 1998 | "Shining in the Light"               |
| 1998 | "Sons of Freedom" (quảng cáo)        |

Video
| Năm  | Video                                            |
| ---- | ------------------------------------------------ |
| 2004 | No Quarter: Jimmy Page and Robert Plant Unledded |